# Stanisław Dowoyno-Sołłohub
Stanisław Dowoyno-Sołłohub (ur. 27 maja?/8 czerwca 1885 w Kijowie, zm. 22 września 1939 w Ziołowie) – generał brygady Wojska Polskiego, kawaler Orderu Virtuti Militari.

## Życiorys
Stanisław Dowoyno-Sołłohub urodził się 8 czerwca 1885 roku w Kijowie w rodzinie Jana i Marii z d. Mikolawskiej. Pochodził z dawnego polsko-litewskiego możnego rodu  Sołłohubów herbu Prawdzic, skoligaconego ze Świrskimi, Giedroyciami, Ogińskimi, Puzynami, Sapiehami i Radziwiłłami. Po ukończeniu Korpusu Kadetów w Kijowie w 1903 rozpoczął zawodową służbę w Armii Imperium Rosyjskiego. W 1905 ukończył Oficerską Szkołę Piechoty w Moskwie, a w 1912 Imperatorską Nikołajewską Akademię Wojskową w Petersburgu. Podpułkownik z 1916 elitarnego Lejb-Gwardyjskiego Siemionowskiego pułku w Sankt Petersburgu. Pełnił służbę w sztabach związków taktycznych.
W czasie I wojny światowej walczył na froncie austriackim. W latach 1917–1918 był szefem sztabu 4 Dywizji Strzelców Polskich, a w 1918 – II Korpusu Polskiego w Rosji. Od lipca 1918 był pełnomocnikiem i szefem polskiej misji wojskowej w Murmaniu na północy Rosji. W 1919 został awansowany przez gen. Józefa Hallera do stopnia pułkownika.

## Służba w Wojsku Polskim
Do Polski przybył w lipcu 1920 i po formalnym przyjęciu do Wojska Polskiego pozostawał w dyspozycji Ministerstwa Spraw Zagranicznych, będąc przedstawicielem II Rzeczypospolitej na konferencji w Baranowiczach i Rydze. W 1923 roku został dowódcą 61 pułku piechoty. W czerwcu 1924 roku został odkomenderowany z 14 Dywizji Piechoty do Obozu Warownego Poznań w celu pełnienia obowiązków komendanta obozu. W sierpniu tego roku powrócił z odkomenderowania do dowództwa 14 DP. Od października 1924 roku do stycznia 1927 roku pełnił funkcję dowódcy piechoty dywizyjnej w 4 Dywizji Piechoty w Toruniu. W maju 1926 roku, w czasie zamachu stanu, stanął po stronie Józefa Piłsudskiego. Razem z majorem Sztabu Generalnego Stanisławem Krzysikiem był aresztowany z rozkazu dowódcy Okręgu Korpusu Nr VIII generała dywizji Jana Hubischty.
7 marca 1927 roku Prezydent RP Ignacy Mościcki mianował go dowódcą 12 Dywizji Piechoty w Tarnopolu, a 16 marca 1927 roku awansował na generała brygady ze starszeństwem z dniem 1 stycznia 1927 roku i 10. lokatą w korpusie generałów. Obowiązki dowódcy dywizji sprawował do września 1935 roku. W 1936 roku został przeniesiony został w stan spoczynku. Obywatel honorowy miasta Tarnopola.
Na emeryturze osiadł w Warszawie, a lato spędzał w majątku Ziołowo w powiecie kobryńskim, będącym własnością jego żony Olgi Anatoliewnej ks. Dołgorukow (ślub 20 maja 1913). We wrześniu 1939 gościł w nim gen. Leonarda Skierskiego z żoną Natalią i płk. dypl. Rajmunda Brzozowskiego, z którymi usiłował przeciwdziałać rabunkom i grabieżom mienia dokonywanym przez Sowietów po wkroczeniu Armii Czerwonej. Stanisław Dowoyno-Sołłohub zginął zastrzelony 22 września 1939 roku o godzinie 7 rano przez sowieckiego oficera, a naoczny świadek zbrodni gen. Skierski w wyniku donosu został aresztowany i uwięziony w Kobryniu, potem przewieziony do obozu w Starobielsku, gdzie podzielił tragiczny los polskich więźniów.
We wrześniu 2008 podczas prac ekshumacyjnych w rejonie kobryńskim odnaleziono szczątki kilkudziesięciu polskich żołnierzy, policjantów i cywilów pomordowanych przez Sowietów w 1939, a wśród nich – generała Stanisława Dowoyno-Sołłohuba. Ich uroczysty pogrzeb, przy asyście honorowej pocztów sztandarowych Wojska Polskiego i policji, odbył się 13 września 2008 na cmentarzu w Kobryniu. Uroczystościom przewodniczył ks. bp Tadeusz Płoski, ordynariusz polowy Wojska Polskiego.

## Ordery i odznaczenia
- Krzyż Srebrny Orderu Wojskowego Virtuti Militari nr 6701[3]
- Krzyż Walecznych (dwukrotnie, po raz pierwszy w 1921)[14]
- Złoty Krzyż Zasługi (10 listopada 1928)[15]
- Medal Pamiątkowy za Wojnę 1918–1921[11]
- Medal Dziesięciolecia Odzyskanej Niepodległości[11]
- Oficer Orderu Korony Rumunii (Rumunia, 1922)[11][16]
- Order Wybitnej Służby (Wielka Brytania, 1922)[11][16]
- Kawaler Orderu Legii Honorowej (Francja, 1922)[11][16]
- Krzyż Wojenny (Francja, 1922)[11][16]
- Medal Zwycięstwa („Médaille Interalliée”) (zezwolenie Naczelnika Państwa w 1921)[17]
- Nishan-i-Izzat-i-Afghaniya (Order Godności Afgańskiej)